# Liechtensteinklamm
Liechtensteinklamm är en ravin i Österrike.   Den ligger i förbundslandet Salzburg, i den centrala delen av landet, 260 km väster om huvudstaden Wien. Liechtensteinklamm ligger 873 meter över havet.
Terrängen runt Liechtensteinklamm är bergig åt sydväst, men åt nordost är den kuperad. Närmaste större samhälle är Sankt Johann im Pongau, 5,6 km norr om Liechtensteinklamm. 
I omgivningarna runt Liechtensteinklamm växer i huvudsak blandskog. Runt Liechtensteinklamm är det ganska glesbefolkat, med 45 invånare per kvadratkilometer.